# 아크엔젤 (건담 시리즈)
아크엔젤(영어: Archangel, 일본어: アークエンジェル)은 TV 애니메이션 《기동전사 건담 SEED》 및 《기동전사 건담 SEED DESTINY》에 등장하는 가공의 우주전함이다. 아크엔젤급 우주전함의 네임쉽이다. 본 문서에서는 동급 2번함인 도미니온에 대해서도 기술한다.

## 개요
메카닉 디자인은 야마네 키미토시가 담당했다. 야마네는 인터뷰에서 처음에는 기존의 전함과는 다른 디자인을 상정하고 있었지만, 제작 현장의 의뢰에 따라 《기동전사 건담》에 등장하는 화이트 베이스를 닮도록 변경했다고 밝혔다. 또한, 서적에 게재된 러프 스케치에는 측면에서 본 아크엔젤의 함체를 웅비하는 새의 모습으로 그린 것도 존재한다. 한편 야마네는 인터뷰에서 디자인의 일부는 자신이 일찍이 관여한 소설 작품인 《스타쉽 오퍼레이터즈》에 등장하는 함정인 아마테라스의 것을 유용했다고도 말했다. 또한, 야마네는 잡지 인터뷰에서 코즈믹 이라의 전함은 종래의 거함거포주의적인 포격전이 아니라, 레이더를 효과적으로 이용한 이지스함끼리의 전투를 의식하며 디자인했다고 말했다.
설정을 담당한 모리타 시게루는 아크엔젤의 작품 내에서의 연출에 대해, 감독인 후쿠다 미츠오가 《마이티 잭》의 팬이라서 이에 영향을 받아 만능 전함으로 묘사되었다고 말하고 있다.

## 아크엔젤
지구연합 대서양 연방군 소속의 강습 기동 특장함이다. 타입쉽이 된 것은 오브군의 이즈모급 우주 전함과 지구연합군의 코넬리아스급 수송함으로 오브의 군수 기업 모르겐레테사와 공동으로 개발하였다.
자프트가 보유한 모빌 슈트(MS)의 유효성을 인정하고 이에 대항할 수 있도록 개발된 G 병기를 운용하는 모함으로 오브의 자원 콜로니인 헬리오폴리스의 도크에서 극비리에 건조되었다. 지구연합군이 대 모빌 슈트(MS)전을 상정하고 개발한 최초의 전함이며, 무장으로는 "로엔그린"으로 대표되는 강력한 화기들을 탑재하고, 라미네이트 장갑을 사용함으로써 빔 병기에 대한 높은 방어 능력을 자랑한다. GAT-X 시리즈의 운용 모함이기 때문에 5~6기의 모빌 슈트들을 함재할 수 있으며, 함내에 스트라이커 팩 시스템 등의 전용 설비를 갖추고 있다. 또한 변환율 80%의 태양광 발전 장치를 갖추고 있다. 개수후 《기동전사 건담 SEED DESTINY》에서는 조종의 자동화가 이루어졌으며, 잠수 능력이 추가되고, 어뢰 발사관도 증설되었다.
1번함인 "아크엔젤"의 외장은 흰색과 빨간색을 바탕으로 해서 도장되어 있다. 약칭은 "AA"이다. 함명인 "아크엔젤"은 천사의 계급인 "대천사"에서 유래하였다. 자프트에서는 "발 달린 녀석"으로 불렀다.

### 관제
메인 브릿지와 CIC(전투정보실)로 브릿지를 분할하는 구조를 채택하고 있다. CIC에서는 적을 탐색하거나 화기 관제, 모빌 슈트(MS)나 모빌 아머(MA)의 관제를 전문적으로 취급하고, 항행 관리를 담당하는 메인 브릿지에서 취급할 수 없는 부분을 보좌하고 있다. 조종 기구도 자동화되어 있어, 소규모 인원으로도 운항이 가능하다.
다른 기체 및 대상물의 좌표 측정은 그린, 블루, 인디고, 오렌지, 레드 옐로우의 6개 섹터와 알파, 브라보, 찰리, 델타의 4개의 구획을 조합하여 측정한다.

### 생활용 시설
함내의 벽에는 벨트 컨베이어와 비슷한 이동 설비가 있어서 우주 공간을 항행 중에는 거기에 손을 올려 함내를 이동할 수 있다. 승무원용으로 2단 침대 2개가 있는 작은 방이나 보통의 침대 2개가 있는 방이 존재한다. 《기동전사 건담 SEED DESTINY》에서는 잠행, 잠복 등 폐쇄 공간에 장시간 머무를 필요가 있었기 때문에, 오락 시설로 공동목욕탕인 "천사탕"이 신설되었고, 식당도 기츠네 우동 등의 맛있는 새로운 메뉴가 추가되는 등 (《기동전사 건담 SEED》에서는 별로 맛있지 않은 메뉴 밖에 없었다) 전투와 관계없는 부분에서도 다양한 개량이 이루어졌다.
아크엔젤에는 중력 구역이 존재하며, 샤워실도 구비되어 있다.

### 추진 및 항행 능력
주요 추진 장치는 헬륨 펠릿을 이용한 레이저 핵융합 펄스 추진 장치이다. 함체 하부를 비롯해 각 부분에는 자세 제어용의 스러스터도 존재하며, 대기권 내 비행 및 배럴 롤도 가능하다. 설정화에는 함체 하부에 스러스터 노즐이 가변된 것도 존재한다.
또한 함 중앙 하부의 날개나 함미 엔진 유지부는 수중익 역할을 해서 수상을 항행할 수 있다.

### 무장 및 장비
양전자 파성포 "로엔그린"
아크엔젤의 양쪽 함수에 1문씩 장착된 함의 무장으로는 가장 강력한 양전자포이다. 우현이 1번, 좌현이 2번이다. 로엔그린의 설치 장소를 봤을 때 전방의 적에 대한 사용이 전제되어 있다. 빔에 의해 양전자를 유지해야 해서 포가 거대해졌다. 또한 양전자 챔버의 보충에 시간이 필요하기 때문에 연사는 불가능하다. 시험 장비이기 때문에, 특장포로 분류된다. 본래, 실험함으로 건조된 아크엔젤은 실전 운용을 상정하고 있지 않았기 때문에 로엔그린을 비롯한 여러 시험 장비들이 적재되어 있다.
절대적인 위력을 자랑하지만 방사선이 발생함으로 인해 환경에 미치는 악영향이 심대하기 때문에 지상에서의 발사에는 윤리적인 제한이 있다. 이 문제는 오브 기항시 환경에 미치는 영향이 적은 신형으로 교체함으로써 해결되었다.
225cm 2연장 고 에너지 수속 화선포 "고트프리트 Mk.71"
아크엔젤의 주포이며 함수 양현에 1기씩 장착되어 있는 2연장 빔 포이다. 우현이 1번, 좌현이 2번이며 평상시에는 격납되어 있지만, 사용시에 솟아오르는 침동식으로 되어 있다. 180도 포탑 선회가 가능하지만, 설치 장소로 인해 함의 아랫쪽과 뒤쪽은 공격할 수 없다. 또한 병렬로 설치되어 있기 때문에 편현포전에서 집중 운용은 불가능하다.
110cm 단장 리니어 캐논 "바리언트 Mk.8"
아크엔젤의 부포이며 함미 양현에 1기씩 장착되어 있는 리니어 캐논이다. 우현이 1번, 좌현이 2번이다. 연사 능력이 뛰어나고, 정밀 사격이 가능하다. 양현의 상하로 360도를 회전함으로써 앞뒤로 180도를 커버하는 주포 고트프리트와 함께 공격을 담당한다. 단시간에 연속적으로 사용하면 포신의 온도가 올라가서 사용할 수 없게 된다. 바다 속에서 잠항시에 어뢰 외에 사용할 수 있는 유일한 무장이다.
75mm 대공 자동 발칸 포탑 시스템 "이겔슈테른"
여러 개의 총신으로 구성된 대공 기관포를 이용한 근접 방어 화기 시스템이다. 미사일과 모빌 슈트(MS)를 요격하는 근접 방어 시스템(CIWS)이다.
전자동으로 운용되지만 수동으로 전환해 발포하는 것도 가능하다.
함교 후방 미사일 발사관 대공 방어 미사일 "헬 다트"
함교 후방에 16문이 장착되어 있는 극히 짧은 사거리의 함대공 미사일 발사관으로 근접 함대공 미사일(SAM)의 일종이다.
뉴트론 재머의 존재 하에 레이저 유도도 가능하다.
함미 대형 미사일 발사관
함미에 다수가 설치되어 있는 총 24문의 대형 미사일 발사관이다. 바깥쪽으로 좌우 6문씩 배치된 12문이 전방, 안쪽의 12문이 후방을 향해 각종 미사일을 발사한다.
- 함대함 미사일 "슬렛지 해머"
- 대공방어 미사일 "코린토스 M114"
- 대기권 내용 미사일 "웜뱃"
- 대공 유산 탄두 미사일

4연장 다목적 사출기
양현에 4문씩 설치되어 있는 사출기이다. 안티 빔 폭뢰와 플레어탄, 신호탄 등의 발사가 가능하다.
안티 빔 폭뢰
전투시에 사출되어 폭발함으로써 적군의 빔 포격에 대처하는 장비이다. 살포 후에 빔을 감쇠시키는 특수 입자가 확산되지만, 이때는 아군의 빔 무기도 같이 영향을 받는다는 약점도 가지고 있다.
어뢰 발사관
《기동전사 건담 SEED DESTINY》에서 추가된 장비이다. 바리언트 Mk.8과 함께 바다 속에서 잠항시에 사용가능한 무장이다.
내열용 융제재 젤 DPX-M30
대기권 돌입시 함체 하부를 기화성 젤로 덮음으로써 함체의 온도 상승을 방지하고 대기권 돌입 능력을 가지도록 한다.
블랙홀 배열 시스템
적외선 추적 및 탐지를 방지하기 위한 장비로 함체의 고온의 열배출을 외부 기체와 혼합해 열을 낮추고 적외선 방출을 감소시키는 장치이다.
플라즈마 부스터
《기동전사 건담 SEED》 제40화(리마스터 버전 제38화)에서 사용되었다. 플라즈마 증폭과 예비 배터리를 겸한 장치이다. 본래는 이즈모급용의 옵션으로 아크엔젤은 모르겐레테사가 제작에 관여했기 때문에 장비가 가능했다. 양전자 파성포 로엔그린과 병용함으로써 포지트로닉 인터팔라이언스를 일으켜, 매스 드라이버를 사용하지 않고 대기권 이탈을 가능하게 한다.
함이 가속하면 분리되어 자동으로 귀환하는 기능을 가지고 있다. 또한 부스터에 장착된 날개는 귀환용 엔진이 된다.
리니어 캐터펄트/모빌 슈트(MS) 데크
함재기의 발진에는 리니어 캐터펄트를 사용한다. 발진시에는 레일이 전개되고 기체를 사출한다. 또한 작품 내에서 모빌 슈트(MS), 모빌 아머(MA)는 모두 발진시에 리니어 레일이 발광하는 묘사를 볼 수 있지만, 스카이 그래스퍼만 발진시에 무발광으로 출격하는 묘사를 볼 수 있다.

### 함재기
《기동전사 건담 SEED》에서
- GAT-X105 스트라이크 건담
- TS-MA02mod.00 뫼비우스 제로
- FX-550 스카이 그래스퍼×2
- GAT-X103 버스터 건담
- GAT-X102 듀얼 건담
- ZGMF-X10A 프리덤 건담 (이후 이터널에 함재됨)
- ZGMF-X09A 저스티스 건담 (이후 이터널에 함재됨)
- MAW-01 미스트랄×6

《기동전사 건담 SEED DESTINY》에서
- ZGMF-X10A 프리덤 건담
- MBF-02 스트라이크 루즈
- MVF-M11C 무라사메 (앤드류 발트펠트 전용기)
- MVF-M11C 무라사메×10
- FX 550 스카이 그래스퍼
- ZGMF-X20A 스트라이크 프리덤 건담 (이후 이터널에 함재됨)
- ZGMF-X19A 인피니트 저스티스 건담 (이후 이터널에 함재됨)
- ORB-01 아카츠키
- ZGMF-XX09T 돔 트루퍼×3 (오브 방위전 오퍼레이션 퓨리 후에 우주로 이동할 때 아크엔젤에 함재되었고, 우주에서 아군인 이터널로 반환됨)

### 작품 내에서의 활약
기동전사 건담 SEED
헬리오폴리스에서 아크엔젤의 완성 직후에 받은 자프트의 습격으로 함장 이하 대부분의 고위 장교들이 사망하지만, 남은 승무원들에 의해 아크엔젤은 파괴를 모면한다. G 병기 중 유일하게 탈취당하지 않은 스트라이크 건담을 탑재하고 헬리오폴리스에서 탈출했다. 이후 지구연합군에 모빌 슈트(MS)의 데이터를 넘겨주기 위해 지구로 향했다.
지구로 강하한 후에는 지구연합군 총본부가 있는 알래스카 기지를 목적지로 했지만, 아크엔젤의 승무원들은 그곳에서 본 지구연합군의 실체 및 적군인 자프트뿐만 아니라 아군마저도 사이클롭스에 휘말리게 해 궤멸시키려는 작전을 보고 회의를 품게 된다. 이에 지구연합군으로부터 불만 분자로 간주되었으며, 동급 2번함인 도미니온의 전력화가 예정되어 있었기 때문에 아크엔젤은 알래스카에서 미끼 작전에 투입되는데, 전속한 무우 라 프라가가 기지 내에서 작전의 실체를 파악해 아크엔젤에 알려주어 작전의 정체를 알게 된 아크엔젤 일행은 전투 공역으로부터 이탈하였다. 군적도 이탈해 독자적인 행동을 취함으로써 지구연합군 및 대서양 연방군의 탈영함 신세가 된다. 한동안 오브에 기항하고 있었지만 지구연합군의 침공을 받게 되고 오브군의 협력으로 쿠사나기용 부스터를 달고 우주로 탈출했다. 우주에서 함께 오브를 탈출한 오브 잔존 세력의 전함 쿠사나기, 후에 합류한 클라인파의 전함 이터널과 삼척동맹을 결성하고, 이후 행동을 같이 하게 된다. 후에 도미니온과 적으로 만났을 때 무르타 아즈라엘이 "불침함"으로 부르기도 했다. 제2차 야킨 두에 공방전에서 큰 손상을 입었지만 무사히 귀환하였다. 삼척동맹은 모항을 가지고 있지 않기 때문에 귀환지는 불분명하다.
기동전사 건담 SEED DESTINY
전후에 아카츠키섬에 있는 아스하 가문 소유의 비밀 도크에 수용되어 있었다. 개수를 받았고, 소수의 인원으로도 운행이 가능한 자동화, 잠항용 밸러스트 탱크, 어뢰 등이 추가되었다. 또한 해저에서의 발진이나 잠수 항행, 부스터를 사용하지 않고 단독으로 대기권 돌파가 가능해졌다. 휴식 등의 목적으로 노천탕을 본 뜬 목욕탕인 "천사탕"도 신설되었다.
키라 야마토 일행이 오브를 이탈한 후 스칸디나비아 왕국에 숨겨져 있다가 지구연합군과 동맹을 맺은 오브군의 전투 행위를 중지시키기 위해 크레타 다이다넬스에서의 전투에 개입해 지구연합군과 자프트 양측에게 공격을 가했다. 이후에는 베를린 전투에도 참전하였으며 오브로 귀환하는 도중에 자프트의 공격을 받아 큰 손상을 입었고 함재기인 프리덤 건담도 파괴당했다.
오브로 귀환한 후에 오브 침공전에 참전하고, 전투 후에는 오브군에 편입되어 제2우주함대의 소속함(기함)이 되어 쿠사나기 등 다른 오브군 함정들과 함대를 형성하게 된다. 우주로 올라간 뒤에는 중립 도시인 코페르니쿠스에 정박했고 이터널을 중심으로 한 클라인파의 함대와 합류했다. 메사이어 공방전에서 미네르바와 교전하고 이터널과 함께 탄호이저의 사선 상에 놓이게 되어 격침될 위기에 처하지만, 네오 로아노크가 탑승한 아카츠키의 가세로 인해 전세는 역전된다. 그리고 미네르바의 트리스탄과 미사일 발사관을 파괴해 전투 불능으로 몰아넣었다. 아크엔젤의 승무원의 일부가 부상 당했지만, 큰 손상을 입지 않고 종전을 맞이했다. 또한 스페셜 에디션 완결편인 "자유의 대가"에서는 스트라이크 프리덤 건담과 인피니트 저스티스 건담들과 이터널을 호위하면서 플랜트에 입항하는 모습이 확인되고 있다.

## 도미니온
아크엔젤의 데이터를 바탕으로 지구연합군이 건조한 아크엔젤급 2번함이며, 함장은 나탈 버지룰이다. 도장은 검은색을 기조로 하고 있기 때문에 아크엔젤과 대조적인 이미지를 주는 외관을 가지고 있는 함이다. 브릿지 부근의 센서 강화, 모빌 슈트(MS) 데크의 레이아웃 변경, 함미 양현의 수직 날개 등에 약간의 형상 차이가 보이는 것 외에는 아크엔젤과 거의 같은 성능을 가지고 있다.
지구연합군의 후기 GAT-X 시리즈인 캘러미티 건담, 포비든 건담, 레이더 건담을 함재하고 있으며, 파일럿인 올가 사브낙, 샤니 앤드라스, 클로토 브엘 외에 오퍼레이터로 프레이 알스터, 옵서버로 블루 코스모스의 맹주 무르타 아즈라엘도 탑승하고 있다.
함명인 "도미니온"은 천사의 계급이며, 아크엔젤(대천사)보다 상위인 "주천사"에서 유래하였다.

### 도미니온의 함재기
- GAT-X131 캘러미티 건담
- GAT-X252 포비든 건담
- GAT-X370 레이더 건담
- GAT-01 스트라이크 대거

### 도미니온의 작품 내에서의 활약
달 표면의 지구연합군 기지에 배치되어 아크엔젤의 추격, 토벌 임무에 따라 L4 콜로니 일대 공역에서 전투를 벌였다. 제2차 야킨 두에 공방전에서 아크엔젤과 격전을 벌인 끝에 아크엔젤이 쏜 로엔그린을 함교부에 맞고 나탈 버지룰, 무르타 아즈라엘과 함께 폭침했다.
또한 나탈과 아즈라엘을 제외한 나머지 승무원들은 제2차 야킨 두에 공방전 막바지에 나탈의 퇴함 명령을 받고 여러 척의 탈출정으로 퇴함했지만, 도미니온의 폭침 후 내습한 프로비던스 건담의 공격을 받아 프레이 알스터가 타고 있던 탈출정은 격추되었다.

## 같이 보기
- 기동전사 건담 SEED
- 기동전사 건담 SEED DESTINY
- 이터널 (건담 시리즈)
- 미네르바 (건담 시리즈)

## 주해
1. ↑  《기동전사 건담 SEED》 시리즈에서 설정을 담당한 시모무라 케이지는 서적 기사에서 아크엔젤 이전의 지구연합군의 전함은 대 모빌 슈트(MS) 전투를 상정하지 않은 구식 설계라고 설명하고 있다.[7]
2. ↑  《기동전사 건담 SEED》 애니메이션 제35화(리마스터 버전 제33화) 등. 한편 제47화(리마스터 버전 제45화)에서 자프트 CIC 관제사가 도미니온을 "아크엔젤급 1"이라고 호칭하는 장면도 볼 수 있다.
3. ↑  오브는 화산 국가이기 때문에 이곳의 온천에서 탕화를 채취하고 있다.[13]
4. ↑  중력 구획은 거주 지역에 설치되어 있다.[16]
5. ↑  야마네 키미토시에 의한 설정화에서는 수직이착륙시의 것으로 하고 있다.[18]
6. ↑  C.E. 73년부터의 전쟁시기에는 오염도가 낮은 신형이 보급되었다. 또한 이 경우에는 수리 작업에 참가한 정크길드에도 같은 기술이 전해져서 모함 "리 홈"에 양전자포가 탑재되기에 이르렀다.[20] 덧붙여서 위력은 떨어지지만, 에너지 문제만 해결할 수 있으면 모빌 슈트(MS)에서도 운용이 가능하다.
7. ↑  지상전을 그린 《기동전사 건담 SEED》 제21화(리마스터 버전 제19화)에서는 마류 라미아스가 오염에 대한 우려로 사용을 주저하고, 전력을 위해 사용 허가를 요청하는 나탈 버지룰을 제지하고 있다. 한편 제40화(리마스터 버전 제38화)에서는 오브 탈출시에 플라스마 부스터와 병용해서 사용되었다.
8. ↑  양전자포를 공중으로 발사해 전면에 반물질의 코쿤을 생성하고 정물질의 코쿤이 가려지면서 가속하는 방식이다. 이렇게 되면 아크엔젤의 공기 저항을 무시하고 추진이 가능해진다.[23] 한편 디자인을 담당한 야마네 키미토시는 잡지 칼럼에서 로엔그린을 발사했을 때 얇아진 대기와 선체에 띤 플라즈마를 부스터로 증폭시켜 후방으로 수렴시키고 자기장 유도를 발생시켜 선체 측의 주 추진기를 전개함으로써 대기권을 이탈한다고 밝혔다.[22]
9. ↑  디자인을 담당한 야마네 키미토시의 잡지 컬럼에는 착륙해서 랜딩 기어를 전개한 플라즈마 부스터의 일러스트도 그려져 있다.[22]
10. ↑  개수 작업에는 모르겐레테사의 스탭이 참여했다.[26]
11. ↑  먼저 아즈라엘의 지시에 의해 도미니온이 발포하고 무우 라 프라가가 탄 스트라이크 건담이 아크엔젤을 방어하다 기체는 폭발하고 무우는 행방불명이 된다. 반격에 나선 아크엔젤이 도미니온에 발포하고, 도미니온은 격침되고 아즈라엘과 나탈은 전사한다.